# Серра, Дарио
Дарио Се́рра А́льварес (исп. Dario Serra; род. 20 января 2003, Вера, Андалусия) — испанский футболист, полузащитник хорватского клуба «Вуковар 1991».

## Клубная карьера
Родился и вырос в городе Вера, провинция Альмерия. Занимался в академии одноимённого клуба, в 2017 году перешёл в академию клуба «Валенсия».
Выступая за резервный «Валенсия Месталья», Серра помог клубу впервые за 12 лет завоевать чемпионство на молодёжном уровне. В сезоне он забил 12 голов. В феврале 2022 года Дарио подписал профессиональный контракт с «Валенсией». 28 января 2023 года был отдан в аренду с правом выкупа клубу «Гоу Эхед Иглз» из Эредивизи.
7 мая 2023 года в матче против «Гронингена» он дебютировал в Эредивизи. 21 мая в поединке против «Волендама» Серра забил свой дебютный гол за «Гоу Эхед Иглз». 1 июля клуб активировал опцию выкупа игрока, Дарио подписал трёхлетний контракт.
В январе 2024 года до конца сезона 2023/24 перешёл на правах аренды в испанскую «Мериду».